# 維氏祕鱂
維氏祕鱂為輻鰭魚綱鯉齒目鯉齒亞目鯉齒鱂科祕鱂屬的其中一種，該物種分布於亞洲土耳其Sakarya河流域，體長可達4.8公分，棲息在中底層水域，可作為觀賞魚。

## 擴展閱讀
維基物種上的相關：維氏祕鱂